# Melisa atavistis
Melisa atavistis là một loài bướm đêm thuộc phân họ Arctiinae, họ Erebidae.